# Ahmed Elmohamady
Ahmed Elmohamady (àrab: أحمد المحمدي, Aḥmad al-Muḥammadī) (Al-Mahalla al-Kubra, 9 de setembre de 1987) és un exfutbolista egipci de la dècada de 2010.
Fou internacional amb la selecció d'Egipte amb la qual participà en la Copa del Món de futbol de 2018.
Pel que fa a clubs, destacà al Sunderland AFC, el Hull City AFC i l'Aston Villa FC.